# Перевірка на дорогах
«Перевірка на дорогах» (рос. «Проверка на дорогах») — російський радянський військовий фільм 1971 року, самостійний режисерський дебют Олексія Германа. Сценарій Едуарда Володарського заснований на повісті Юрія Германа (батько режисера) «Операція „З Новим роком!“» про колабораціоніста, який приєднався до радянських партизанів з метою спокутувати свою провину за перехід на бік противника.
Фільм «Операція „З Новим роком!“» відправився «на полицю», так як чиновники Держкіно вирішили, що фільм дегероїзує народний опір ворогові під час Німецько-радянської війни. Картина вийшла на великий екран тільки в 1985 році під назвою «Перевірка на дорогах». Творці фільму були нагороджені призами різних кінофестивалів, а також Державною премією СРСР.

## Зміст
Дія фільму розгортається в часи Другої світової війни в окупованій вермахтом Псковській області. Йде зима 1942 року. Один із загонів, який під командуванням колишнього сільського дільничного міліціонера Івана Локоткова діє в сільській місцевості Росії в тилу ворога, поступово приходить у відчай — їжі майже немає, а в спалених селищах її не добути. 
У полон бійцеві загону здається Олександр Лазарєв — колишній сержант Червоної Армії, згодом військовополонений, котрий пізніше добровільно перейшов на службу до німців. Він готовий кров'ю спокутувати свою провину перед Батьківщиною, якщо тільки йому повірять. 
І командування партизанів зважується на дуже ризикований крок — перехопити вагони з провізією для німців на одній з залізничних станцій, незважаючи на те, що там посилена охорона. Ключова роль в операції відведена саме Лазарєву, адже серед охорони станції в нього чимало знайомих, котрі, проте, не знають про його добровільний перехід до партизанів.

## Ролі
- Ролан Биков — Іван Локотков
- Володимир Заманський — Олександр Лазарєв
- Олег Борисов — розвідник Віктор Соломін
- Анатолій Солоніцин — майор Пєтушков
- Майя Булгакова — селянка
- Анда Зайце — Інга
- Юрій Дубровін — Гена Большаков
- Геннадій Дюдяєв — Митька
- Ігор Класс — партизан-естонець
- Федір Одиноков — Єрофеїч
- Микола Бурляєв — поліцай
- Віктор Павлов — Кутенко

## Знімальна група
- Автор сюжету: Юрій Герман
- Автор сценарію: Едуард Володарський
- Режисер: Олексій Герман
- Режисер другий: Валерій Биченков
- Оператор-постановник: Яків Склянський
- Оператори: Л. Колганов, В. Миронов
- Художник-постановник: Валерій Юркевич
- Музика:
  - Ісаак Шварц
  - Густав Малер
- Звукорежисер: Тигран Силаєв
- Монтаж: Анна Бабушкіна
- Костюми: Н. Доброва
- Директор картини: Володимир Беспрозванний

## Зйомки
Натурні зйомки картини, спочатку називалася «Операція „З Новим роком“», пройшли біля річки Волги, під Астраханью. На відміну від інших робіт Олексія Германа, вони пройшли в дуже стислі терміни — протягом п'яти місяців 1970 року. За свідченням режисера, «офіційно приводиться дата» фільму — 1971 — не відповідає дійсності.

## Прокат
Проблеми почалися при спробі випустити стрічку в прокат. Сам режисер вважає, що причиною заборони стала показана у фільмі жалість до людей, котрі здалися в полон.
За офіційними даними, в країні було десять мільйонів полонених. Після війни, коли ці десять мільйонів повернулися до Росії, вони всі були відправлені до ГУЛАГу. Там вони провели десять років в найкращому випадку. Звичайно, все це торкнулося їх сім'ї, батьків, матерів, дружин, дітей. Кожна дивізія мала російський батальйон у своєму складі. У них налічувалося близько двох мільйонів чоловік. Їх тримали в таборах по двадцять п'ять років. Нам здалося, що у фільмі можна підняти цю проблему. 
Картина була звинувачена в «дегероїзації народного опору ворогові під час Великої Вітчизняної війни», головний конфлікт був названий фальшивим, а сам режисер викритий в незнанні реалій партизанського життя. Голова Держкіно СРСР Олексій Романов угледів у фільмі нападки на найкращі зразки радянського мистецтва, присвяченого Великій Вітчизняній війні, і подбав про те, щоб стрічка не побачила світ.
У фільмі спотворений образ героїчного часу, образ радянського народу, що піднявся на окупованих територіях на смертельну боротьбу з німецько-фашистськими загарбниками … В образі Локоткова немає тих рис, які розповіли б про нього як про досвідченого командира і партизанського керівника. 
У результаті фільм поклали «на полицю» на 15 років.
Знову він був випущений на екрани лише в 1986 році з початком перебудови.

## Тематика

### Історичний контекст
При відтворенні історичної картини партизанського життя творців фільму консультував Герой Радянського Союзу Никіфоров. За його словами, власовців запевняли, що Радянський Союз прийме і простить їх, але все сталося навпаки. Коли вони відвоювали в Червоної Армії, після війни їх посадили у в'язницю.
Голодні, обірвані, практично беззбройні старики, приречені на нестерпні страждання жінки з малими дітьми на руках; радянські військовополонені, зображення яких на екрані було закритою темою кінематографа СРСР — режисер Олексій Герман у притаманній йому манері ретельно відтворив цей невеликий епізод нелюдської війни:
Війна приходить в будинки мирних жителів, що живуть своїм звичайним життям. Це акцентується режисером. Безглуздо гине жінка, раптом кинулася знімати під обстрілом сохне білизна; падає, убитий кулею, мужик, яка наздоганяє свою корову Розку; стара забирає подалі від вибухів ікону — єдине свій скарб, але не в силах продовжити з нею шлях, залишає ікону прямо в снігу, притуливши її до дерева.
Також у фільмі в рисах характеру Лазарєва показані людські якості і помилки, такі як слабкість, зрада, спокутування.
Герої протягом фільму їдять, сплять, відчувають втому, і це явно показує, що солдати, партизани і т. д. — звичайні люди, які опинилися в умовах війни.

### Герої-антиподи
Головна тема фільму — спокутування Лазарєва. Він зовсім не схожий на типового героя численних фільмів про Великої Вітчизняної. Потрапив в полон, перейшов до німців, служив у них, потім пішов і здався партизанам. Він твердо знав, що його чекає неминуча смерть. Якщо навіть йому дивом повірять і він переживе голод, морози і вціліє в нерівних боях з німцями, то в кінці його буде чекати трибунал. Лазарєв вже вважає себе мертвим і зганьбленим, йому більше нікуди йти і залишилося тільки одне бажання — залишитися людиною. Роль Лазарєва, сповнена Заманський, стала вершиною його акторської кар'єри.
Основний конфлікт картини — в протистоянні командира загону Локоткова і політрука Петушкова, який особливо яскраво проявився в епізоді скасування наказу про підрив залізничного моста. Здатність зрозуміти і повірити зневіреному, навіть в самих крайніх обставинах, підносить образ Локоткова, втілений на екрані Роланом Биковим. Письменник Ігор Мусський порівнює Локоткова з персонажем книги Толстого «Війна і мир» капітаном Тушиним. Зовсім не героїчний вигляд Локоткова і бійців його загону стає збірним портретом мільйонів людей, які кували перемогу у війні. Літературними попередниками майора Петушкова є, на думку Євгена Марголіта, особісти з повістей Василя Бикова.

### Місце у творчості Германа
"Перевірка на дорогах "будується на зіткненні моральних позицій героїв-антиподів. Наявність чітко проговоренних конфлікту відрізняє фільм від подальших робіт Германа, де фабульний початок буде підпорядкований «щільності і густоті передачі другого плану, об'ємності життєвого середовища, свободи і багатолінійного драматургічної будови».

## Відгуки та думки
Як і в повістях Василя Бикова, центральним мотивом фільму «Перевірка на дорогах» є випробування людяності в нелюдських умовах; на це вказує, зокрема, Євген Марголіт.
За словами Любові Аркус, під час перебудови «Перевірка на дорогах» не цілком вписалася в очікування радянських глядачів, які очікували побачити щось військово-романтичне зразок «Летять журавлі» або «Балади про солдата», але тільки з антирадянським ухилом.
З приводу спроби самогубства на війні Агнесс Вевер задається риторичним питанням: «Чи це не показник того, що найстрашніша війна — не зовнішня, не під прапорами, а в душі у кожного, всередині?».
Сам Олексій Герман каже, що збирався показати у фільмі всю проблему великої війни, але, так як фільм був заборонений до показу в 1971 році, зробити це своєчасно не вдалося.

## Призи та нагороди
- Державна премія СРСР 1988 року. Лауреати: Едуард Володарський, Олексій Герман, В. Юркевич, Т. Силаєв (посмертно), В. Заманський.
- Приз «За найкращу роль» В. Заманському на XV МКФ фільмів в Свободі і Революції в Сопоті, Югославія (1986).
- На щорічному конкурсі журналу «Радянський екран» в 1985 році, серед найкращих фільмів року картина зайняла 3-е місце, а Ролан Биков зайняв 2-е місце серед найкращих акторів року (1986).
- 1987 — премія критики МКФ в Роттердамі (режисерові А. Герману за фільми «Перевірка на дорогах», «Двадцять днів без війни», «Мій друг Іван Лапшин»)
- 1989 — МКФ в Сіднеї.

## Технічні дані
- Виробництво: Ленфільм, 10 частин, 2661 м, ш / екранний.
- Художній фільм, чорно-білий.
- Обмеження за віком: не рекомендується особам до 16 років.
- Прокатне посвідчення № 1106985 від серпня 1985.

- Перший показ у кінотеатрі: 1985 р.
- Збори: 9 млн глядачів у перший рік прокату.
- Видання на DVD: 1 DVD, звук 5.1, PAL, 5-я зона, без субтитрів, видавець: «Ленфільм» 2005 р.
- Видання на VHS: 1 VHS, звук 1.0, PAL, видавець: «Ленфільм»